# Tutelina iridea
Tutelina iridea är en spindelart som beskrevs av Lodovico di Caporiacco 1954. Tutelina iridea ingår i släktet Tutelina och familjen hoppspindlar. Inga underarter finns listade i Catalogue of Life.